# Timashyovsk
Timashyovsk (tiếng Nga: Тимашёвск) là một thành phố Nga. Thành phố này thuộc chủ thể Krasnodar Krai. Thành phố có dân số 54.116 người (theo điều tra dân số năm 2002). Đây là thành phố lớn thứ 300 của Nga theo dân số năm 2002. Dân số qua các thời kỳ: